# Reggie (catcheur)
Pour les articles homonymes, voir Reggie.
Sidney Iking Bateman (né le 13 mars 1993 à Saint-Louis (Missouri)) est un ancien acrobate et un catcheur (lutteur professionnel) américain. Il travaille actuellement à la World Wrestling Entertainment, dans la division Raw, sous le nom de Reggie.

## Début de carrière
Sidney Iking Bateman est l'un des huit enfants d'une fratrie née à Memphis, dans le Tennessee, le 13 mars 1993 - mais il a été élevé à Saint-Louis, dans le Missouri. Il a joué au football américain et au basket-ball avec le cirque comme passe-temps secondaire, mais a abandonné ces activités lorsque, à l'âge de 16 ans, il a rejoint un gang appelé les Crips des 50 Hundred GST (Geraldine Street Thugs). Pendant sa première année de lycée, l'un de ses amis a été tué par balle par un membre d'un gang rival, ce qui a poussé Sidney à abandonner la vie de gang et à se concentrer à nouveau sur ses aspirations de cirque.

## Carrière dans le catch professionnel

### World Wrestling Entertainment (2020–...)
Le 14 janvier 2020, Bateman a signé un contrat avec la WWE.
Dans les mois suivants, il a remporté trois fois le 24/7 Championship.

## Vie privée
Bateman est père de famille et a fait du cirque, notamment pour le Cirque du Soleil. Il s'est entraîné au Circus Harmony pendant sept ans et à Montréal pendant trois autres.

## Palmarès
- World Wrestling Entertainment
  - WWE 24/7 Championship (3 fois)

## Récompenses des magazines
- Pro Wrestling Illustrated

| Année | 2022 | 2023       | 2024 |
| ----- | ---- | ---------- | ---- |
| Rang  | 490  | Non classé | 406  |